# HBZ (Protein)
Die Untereinheit Hämoglobin zeta ist ein Protein, für welches das beim Menschen vorhandene HBZ-Gen codiert.
Das zeta-Globin ist ein dem alpha-Globin ähnliches Hämoglobin. Das zeta-Globin-Polypeptid wird im Dottersack eines frühen Embryos synthetisiert, während das alpha-Globin im Leben eines Fötus sowie eines Erwachsenen durchgehend produziert wird. Das zeta-Globin-Gen ist ein Mitglied des menschlichen alpha-globin-Gen-Clusters, das fünf funktionale Gene und zwei Pseudogene beinhaltet. Die Reihenfolge der Gene lautet: 5' – zeta – pseudozeta – my – pseudoalpha-1 – alpha-2 – alpha-1 – theta1 – 3'.